# Херсонский, Василий Васильевич
Васи́лий Васи́льевич Херсо́нский (1789, Московская губерния — 7 [19] октября 1830, Москва) — русский историк, профессор.

## Биография
Родился в 1789 году в Московской губернии.
В 1798 году поступил в Перервинскую духовную семинарию и, пройдя в ней курс до риторики, в 1806 году перешёл в Московскую славяно-греко-латинскую академию.
С 1809 года учился в Санкт-Петербургской духовной академии, которую в 1814 году окончил магистром богословия и в том же году был назначен на должность бакалавра по классу всеобщей гражданской истории во вновь открытую тогда Московскую духовную академию, в которой вместе с тем вскоре занял должность и секретаря правления (до 1820), а в 1818 году, по открытии конференции академии, и конференц-секретаря. 
В преподавание истории, по отзыву ревизора (Филарета), вводил философско-историческое направление. В 1818 году был утверждён в звании ординарного профессора академии и в том же году был произведён в чин надворного советника.
С 1822 года оставил преподавательскую деятельность и поступил в Московском архиве Коллегии иностранных дел, в архивной службе числился с 1824 года. Как член особой Комиссии принимал участие в издании IV и V томов «Собрания Государственных грамот и договоров». Им был издан перевод сочинения немецкого проповедника Цолликофера: «Возношение души к Богу, или благочестивые размышления человека-христианина, способствующие к ежедневному испытанию и назиданию самого себя» (М., 1825).